# 사하야
《사하야》(타갈로그어: Sahaya)는 2019년 방영된 필리핀의 드라마이다.